# Prava LGBT osoba u Bjelorusiji
Lezbijke, homoseksualci, biseksualne i transrodne osobe (LGBT) u Bjelorusiji suočavaju se s pravnim problemima koji ne pogađaju ostale stanovnike koji nisu LGBT osobe. I muške i ženske istospolne seksualne aktivnosti legalne su u Bjelorusiji. Kućanstva istospolnih parova ne ispunjavaju uvjete za istu zakonsku zaštitu dostupnu parovima suprotnog spola.
Istospolne seksualne aktivnosti legalizirane su u Bjelorusiji 1994. godine. Međutim, prava lezbijki, homoseksualaca, biseksualaca i transrodnih osoba (LGBT) u Bjelorusiji i dalje su znatno ograničena, a homoseksualnost je i dalje veoma stigmatizirana u bjeloruskom društvu. Mnogi Bjelorusi vjeruju da je homoseksualnost psihijatrijski poremećaj, a mnoge LGBT osobe u Bjelorusiji trude se sakriti svoju seksualnu orijentaciju u javnosti. Oni koji su "vani" suočavaju se s uznemiravanjem, nasiljem i fizičkim zlostavljanjem.

## Povijest LGBT-a u Bjelorusiji
Dok je bila dio Sovjetskog Saveza, u Bjelorusiji su vrijedili sovjetski zakoni. Kao takva, homoseksualnost se smatrala ilegalnom. Seksualni odnosi između žena nikada nisu bili ilegalni u Bjelorusiji (iako bi lezbijke mogle biti poslane u mentalne ustanove ako se otkriju), dok su oni među muškarcima često bili procesuirani. Riječi poput homoseksualnost nisu bile prisutne ni u jednom starom sovjetskom zakoniku, a sovjetski pravni sustav koristio je izraz sodomija.
Člankom 119-1 prethodnog Kaznenog zakona Bjelorusije utvrđeno je da će homoseksualni muškarci koji imaju dobrovoljni seksualni kontakt biti osuđeni na zatvorske kazne do pet godina. Godine 1989. gotovo 50 bjeloruskih državljana otpušteno je zbog njihove seksualne orijentacije. U KGB-u je uspostavljen poseban odjel za borbu protiv homoseksualnosti. Tajne službe koristile su ucjene kako bi regrutirale agente iz homoseksualne zajednice. To je spriječilo mogućnost pojave bilo koje homoseksualne organizacije ili tiskanih medija dizajniranih posebno za seksualne manjine. Unatoč tome, homoseksualci su se sastajali na ulicama, toaletima, željezničkim postajama ili se okupljali u privatnim stanovima ili kućama.
Godine 1992. osnovane su novine pod nazivom Sex-AntiAIDS-Plus uz pomoć nevladine organizacije Stop-AIDS-Bjelorusija (SAB). Drugo izdanje novina zaplijenilo je tužilaštvo, a protiv novina je pokrenut kazneni postupak. Novine su sadržavale osobne oglase za homoseksualce i lezbijke. Tužiteljstvo je ove najave smatralo oglašavanjem prostitucije.
Godine 1994. kazneni postupak protiv novina je obustavjen. Međutim, njegov osnivač i glavni urednik Ruslan Geniush, bojeći se progona, je prekinio s izdavanjem novina. Godine 1992. registriran je časopis Randez-vous. Časopis se prvenstveno fokusirao na osobne oglase, a sadržavao je članke psihologa, seksologa i pisma i najave čitatelja LGBT-a u posebnoj kolumni nazvanoj "Plavi salon". Časopis je 1994. godine prestao izlaziti.
Dana 1. ožujka 1994. bjeloruski parlament izmijenio je članak 119-1 Kaznenog zakona Bjelorusije i homoseksualnost je postala legalna.

## Zakonitost istospolnih seksualnih aktivnosti
Homoseksualni seks dekriminaliziran je 1994. godine. Dob pristanka za sudjelovanje u seksualnim činovima jednaka je za homoseksualce i heteroseksualce i iznosi 16 godina.

## Priznavanje istospolnih zajednica
Prema Ustavu (članak 32.) i Zakonu o braku i obitelji (članci 1. i 12.), brak je specifični građanski ugovor, sklopljen pred državnim organom i ograničen na dvije osobe suprotnog spola. Ovaj posljednji zahtjev čini brak nepristupačnim homoseksualnim parovima.
Prema bjeloruskom zakonu ne postoji opcija kućnog partnerstva, iako je zajedničko prebivalište izvan braka, čak i heteroseksualnih parova, uobičajeno. Kućno partnerstvo nije pravna osnova za promjenu prezimena jednog od partnera. To ne dovodi do materijalnog zajedništva supružnika između partnera. Među odgovornostima koje su partneri preuzeli u njihovom zajedničkom životu, jedine koje se zakonski provode su one navedene u građanskom zakonu. Kad imaju zajednički posao, njihovi su odnosi regulirani pravilima trgovačkog prava. Ako se rastanu, partneri nemaju pristup zakonski priznatim pravima supružnika u razvodu. Sadašnji i bivši partneri u izvanbračnoj zajednici nemaju pravo na uzdržavanje ili financijsku potporu.
Suživot nije pravna osnova za nasljeđivanje, jer partneri nisu uključeni u pravni krug nasljednika. Stoga, kućni partneri mogu nasljeđivati jedni druge samo kad postoji posljednja volja i oporuka. Porez na takvo nasljedstvo veći je od poreza na nasljedstva primljena od strane zakonskog supružnika. Kućni partneri koji nasljeđuju oporukom također nemaju pravo na očuvanje dijela imanja.

Suživotni partneri nemaju roditeljska prava nad djecom drugog partnera. Međutim, moguće je da jedan partner legalno usvoji biološku djecu drugog. Usvojitelj ne smije biti poslovno onesposobljen, sudovi mu ne smiju oduzeti roditeljska prava i mora biti stariji od usvojenog djeteta najmanje 16 godina. Parovi koji zajednički stanuju ne mogu usvojiti siročad, jer zakon zahtijeva da usvojiteljski parovi budu vjenčani.

## Sažetak prava
| Legalizirana istospolna seksualna aktivnost                                        | (od 1994.)                    |
| Izjednačena dob pristanka                                                          | (16 godina, od 1998.)         |
| Zakoni o suzbijanju diskriminacije                                                 | NE                            |
| Istospolni brak                                                                    | (zabranjeno Ustavom od 1994.) |
| Priznanje istospolnih veza                                                         | NE                            |
| Životno partnerstvo                                                                | NE                            |
| Posvajanje u slučaju smrti životnog partnera                                       | NE                            |
| Zajedničko posvajanje                                                              | NE                            |
| Dopušteno služenje u vojnim tijelima                                               | NE                            |
| Dopušteno mijenjanje pravnog spola                                                 | U redu                        |
| Komercijalno surogatno majčinstvo dostupno muškim parovima                         | NE                            |
| In vitro oplodnja dostupna lezbijskim parovima                                     | NE                            |
| Osobama koje prakticiraju istospolne seksualne aktivnosti dopušteno doniranje krvi | (zabranjeno muškarcima)       |